# Trisetaria
Trisetaria és un gènere de plantes de la família de les poàcies, ordre de les poals, subclasse de les commelínides, classe de les liliòpsides, divisió dels magnoliofitins.

## Taxonomia
(Algunes espècies que havien estat classificades anteriorment dins aquest gènere es classifiquen actualment dins el gènere Trisetum.)
- T. dufourei (Boiss.) Paunero (espècie endèmica de la península Ibèrica[1])

(vegeu-ne una relació més exhaustiva a Wikispecies)

## Sinònims
(Els gèneres marcats amb dos asteriscs (**) són sinònims possibles)

**Avellinia Parl., 
Parvotrisetum Chrtek, 
Sennenia Sennen, nom. inval., 
Trichaeta P. Beauv.